# نیه‌وه د مدینا
نیه‌وه دِ مدینا (اسپانیایی: Nieve de Medina‎؛ زادهٔ ۱۹۶۲) بازیگر اهل اسپانیا است. وی در سال ۲۰۰۳ برندهٔ جایزهٔ حلقه نویسندگان سینمایی برای «بهترین بازیگر نقش مکمل زن» شد.
از فیلم‌هایی که وی در آن نقش داشته است، می‌توان به دوشنبه‌ها در آفتاب، بولا و تجاوز اشاره کرد.